# Rechtbank Amsterdam
De Rechtbank Amsterdam is een van de elf rechtbanken in Nederland. Ze is het product van de Franse rechterlijke organisatie die in Nederland op 1 maart 1811 is ingevoerd. De eerste president was Willem Scholten van Oud-Haarlem (1751-1816). Momenteel is ze gevestigd aan de Parnassusweg 280 (het hoofdgebouw per 3 mei 2021). Zowel qua oppervlakte als qua inwoners is het arrondissement Amsterdam het kleinste arrondissement van Nederland. Het omvat met ingang van 1 januari 2022 het grondgebied van de gemeenten Aalsmeer, Amstelveen, Amsterdam, Diemen, Ouder-Amstel en Uithoorn. De gemeenten in Gooi en Vechtstreek maken sinds 2013 deel uit van het arrondissement Midden-Nederland.
Het zwaar beveiligde gerechtsgebouw De Bunker in de Amsterdamse wijk Osdorp valt tevens onder de rechtbank Amsterdam.
Per 1 januari 2019 is Christa Wiertz-Wezenbeek benoemd tot president van de rechtbank Amsterdam. Zij volgde Henk Naves op, die op zijn beurt Carla Eradus opvolgde als president.